# Église Saint-Alban-et-Saint-Roch de Saint-Alban-d'Ay
 (mars 2018).
L'église Saint-Alban-et-Saint-Roch est érigée dans la commune de Saint-Alban-d'Ay, département de l'Ardèche en région Auvergne-Rhône-Alpes. Son architecture de style néogothique est l'œuvre d’un architecte d’Annonay. Il pourrait s’agir de Prosper Borione (1815 - 1895), auteur de plusieurs églises de style néogothique en Haut-Vivarais. Ainsi l’église Saint-Alban et Saint-Roch a des similitudes avec celles de Saint-Joseph d’Annonay (1870 - 1872), de Villevocance (1874 - 1877), de Vidalon (1876 - 1877). L'édifice est situé au cœur du chef-lieu de la commune en bordure de la départementale 578 A reliant Roiffieux, petite ville de la banlieue d’Annonay à Lalouvesc en passant par Satillieu.

## Historique
Les documents cités dans la bibliographie de l'article permettent d'établir la chronologie suivante : 
- 780 : Saint-Alban-d'Ay est une viguerie de l’administration de Charlemagne.
- Xe siècle : Construction d’une église d’architecture romane. Saint-Alban-d'Ay et l’ensemble des paroisses vivaroises situées au nord du Doux dépendent alors de l’archidiocèse de Vienne.
- XVIIIe siècle :  Le chapitre de la Cathédrale Saint-Maurice de Vienne propose un prêtre comme candidat à la « cure » de Saint-Alban-d'Ay à l’archevêque de Vienne. L’archevêque nomme ensuite le prétendant curé.
- 1789 : Révolution…
- 1793 : 
  - Tentative d’arrestation du curé du village et de son vicaire. Prêtres réfractaires, ils avaient refusé de prêter serment à la Constitution civile du clergé. Les Gardes nationaux chargés de cette mission n’emportèrent que les ornements sacerdotaux et quelques papiers grâce à la complicité des paroissiens (17 avril). Ministres du culte démis de leurs fonctions, ils avaient été remplacés par un curé assermenté. Ce dernier devait être escorté par des Gardes nationaux pour célébrer les sacrements tant l’hostilité de ses ouailles était grande.
  - Fermeture de l’église au culte ?
- 1802 : Réouverture officielle au culte : l’église demeure paroissiale dans le cadre de la mise en place de l’organisation temporelle concordataire.
- 1832 : Constitution du cadastre « napoléonien » de Saint-Alban-d'Ay. L’église apparait sur le plan. Elle se situe au même emplacement que l’église actuelle et est entourée par le cimetière communal. De cet édifice subsiste en 2014, la cuve de la chaire qui a longtemps servi d’ambon.
- 1877 : Décision de procéder à la reconstruction de l’église du village sur le même emplacement après transfert du cimetière. Publication à plusieurs reprises d’un appel d’offres dans les colonnes de l’hebdomadaire local Le Journal d’Annonay. Auparavant, le chanoine Marthoret, curé du village, avait organisé une souscription qu’il avait lui-même abondé de dix mille francs.
- 1882 : Consécration [1] de l’édifice par Mgr Joseph-Michel-Frédéric Bonnet. La célébration se déroule en présence d’une trentaine de prêtres dont le curé du village : l’abbé Polly, successeur du chanoine Marthoret ; des PP. Fayolle, curé-archiprêtre de Notre-Dame d’Annonay ; Bourg, vicaire général du diocèse de Viviers ; de Saléon, curé-archiprêtre de Satillieu ; Cohanier, supérieur de la communauté des pères jésuites de Lalouvesc ; des autorités civiles, des notables de la contrée, de l’architecte et des paroissiens. (26 octobre). L’évènement fait l’objet d’une publication dans les colonnes de l’hebdomadaire Le Journal d’Annonay (18 novembre).
- 1885 : Mise en place des stalles du chœur.
- 1906 : Inventaire de l’église dans le cadre de la Loi de séparation des Églises et de l'État. L'opération, prévue le 15 février, est reportée en l’absence de témoins exigés par la loi. Elle se déroule après défonçage de la porte d’une dépendance barricadée et pénétration par une trappe placée dans le plancher de la sacristie le 22 février. Deux heures d’effort sont nécessaires pour entrer dans l’église. Les traces de forçage existent encore en 2014.
- 1974 - 1976 : Remise en état de la toiture.
- 1978 : Rénovation et réaménagement intérieur.
- 1979 : Inauguration des travaux et célébration du centenaire de l’église par une messe présidée par Mgr Jean Hermil, l’évêque du diocèse en présence du Père Louis Gimbert, curé du village.
- 1985 : Restauration de la toiture du clocher.
- 1994 : La paroisse de Saint-Alban-d'Ay, les autres paroisses catholiques du canton de Satillieu et celle de Lafarre forment l’« Ensemble Inter Paroissial de Satillieu ».
- 2003 : Création de la paroisse « Saint-François Régis des vals d’Ay et de la Daronne », par fusion des paroisses catholiques situées sur les territoires des cantons de Satillieu et de Saint-Félicien à l’exception d’Arlebosc (1er janvier) [2].
- 1999 -  2013 : Réaménagement du chœur.

## Description générale
Composée d’un clocher de 45 m de haut placé sur la façade principale surmontant le portail d’entrée, l’église est à trois nef voûtées en croisées d’ogive. Son plan est celui d’une croix latine .

## Vocable
Saint Alban et saint Roch sont les co-patrons de cette église.

## Visite de l'édifice

### Le sanctuaire
Plusieurs éléments aux fonctions liturgiques précises : 
- le siège de présidence,
- la Croix du Christ,
- l’ambon,
- l’autel,
- le tabernacle au sein de l’ancien maitre-autel aujourd’hui positionné dans le bras nord du transept, formant la chapelle du Saint-Sacrement.

En l’église de Saint-Alban-d’Ay, une partie de ces éléments sont l’œuvre de l’ébéniste annonéen Vielle.

### Vitraux
Signés du Lyonnais Dufêtre, les vitraux représentent des portraits en pied de saints, choisis selon les prénoms des donateurs. Les fidèles, les visiteurs peuvent reconnaitre :
- Saint Alban et Saint Roch placés à la tribune au-dessus du portail principal,
- Saint Jean-Baptiste au-dessus des fonts baptismaux,
- Saint Paul.

Dans les bas-côtés se trouvent :
- Saint Antoine de Padoue,
- Sainte Alice,
- Sainte Anne,
- Saint André,
- Saint Vincent,
- Saint Théodore.

Dans le transept :
- Saint Régis et saint Jean,
- Sainte Lucie et saint Pierre.

Dans les chapelles latérales :
- Vierge couronnée des douze étoiles de l’Apocalypse,
- Saint Joseph et l’Enfant Jésus.

Les trois vitraux de l’abside très lumineux au soleil levant représentent :
- Le Sacré-Cœur, au centre. « Jésus accueille tout homme en montrant son cœur ».
- Saint Charles Borromée,
- Saint Louis, roi de France.

### Sculptures

#### Tabernacle
Le tabernacle est orné d’une porte de cuivre marquée du Monogramme du Christ et de l’Alpha - Oméga. Il est entouré par Les emblèmes des évangélistes peints sur le marbre des gradins de l’ancien-maitre autel. Des arabesques entremêlant des épis de blé et des grappes de raisin, évoquent Les mystères eucharistiques du pain et du vin devenant « Corps et Sang du Christ » pour les catholiques.

#### Statues
Plusieurs statues décorent l'église dont : 
- Notre-Dame de Lourdes,
- Sainte Bernadette Soubirous,
- Notre-Dame de La Salette,
- Saint Joseph et l’Enfant Jésus,
- Saint Jean-Marie Vianney, curé d’Ars
- Saint Antoine de Padoue,
- Sainte Thérèse de l’Enfant-Jésus,
- Sainte Jeanne d’Arc,
- Saint François d’Assise,
- Saint François de Sales,
- Saint Jean-François Régis,
- Saint Louis de Gonzague,
- Saint Roch.

Elles datent soit de la fin du XIXe siècle, soit de la première moitié du XXe siècle.

#### Bas-reliefs
- Bas-relief de l’autel de la Sainte Vierge : Le couronnement de la Vierge.
- Bas-relief de l’autel de la chapelle de saint Joseph : Jésus adolescent apprend à travailler le bois dans l’atelier de Joseph.

#### Autres éléments sculptés
- Le monument aux morts commémorant le sacrifice de quarante-deux paroissiens entre 1914 et 1918.
- Les confessionnaux, les stalles sont l’œuvre d’un ébéniste du village : Jacques Valette.
- La cuve de la chaire a  longtemps servi d’ambon. Elle date de 1852. Ouvrage de fonte, de style rappelant l’architecture gothique flamboyant, on trouve des représentations du Christ enseignant, des évangélistes et de saint Pierre.

#### Chemin de croix
Le Chemin de Croix rappelle différents épisodes en quatorze stations du premier vendredi saint : la Passion du Christ. Polychrome, il daterait de la fin du  XIXe siècle ou du début XXe siècle.

## Chronologie des curés

### ? – 1994
Un curé, aidé parfois d'un vicaire a la charge de la paroisse dont le territoire correspond approximativement à celui de la commune.

### 1994 – 2003
Une équipe presbytérale dont les membres sont « curés in solidum » (responsables solidairement) a la charge de l’ensemble des paroisses catholiques du canton de Satillieu et de celle de Lafarre (Ensemble Inter Paroissial de Satillieu).

### Depuis 2003
Avec la création de la paroisse Saint-François Régis (Ay, Daronne) dont le territoire comprend les cantons de Satillieu et de Saint-Félicien à l’exception d’Arlebosc,  soit les vallées de l’Ay et de la Daronne, une Équipe d’Animation Pastorale (E.A.P.) composée de laïcs en mission et de prêtres nommés « curés in solidum » à la charge de la paroisse nouvelle.